# Google pentru educație
Google pentru educație este un serviciu de la Google care oferă versiuni personalizabile independent ale mai multor produse Google folosind un nume de domeniu furnizat de către client. Acesta dispune de mai multe aplicații Web cu funcționalități similare cu aplicațiile pentru productivitate tradiționale, inclusiv Gmail, Hangouts, Google Calendar, Google Disc, Documente, Foi de calcul, Prezentări, Google Grupuri, Google Știri, Google Play, Google Site-uri și Vault. De asemenea, acest serviciu poate funcționa și cu ajutorul Chromebook-urilor care pot fi adăugate în domeniul G Suite al unității de învățământ. 
Aplicațiile Google pentru educație și Google pentru organizații non-profit (doar pentru organizații cu statut 501(c)(3) acreditate) sunt gratuite și oferă aceeași cantitate de stocare ca versiunea pentru companii Aplicații Google pentru lucru.
Pe lângă aplicațiile partajate (calendar, documente etc.), Google oferă și Google Apps Marketplace, un magazin de aplicații pentru utilizatorii Google Apps. Conține diverse aplicații, gratuite și plătite, care pot fi instalate pentru a personaliza experiența Google pentru educație a utilizatorului.